# Llac Khövsgöl
El Llac Khövsgöl (en mongol:Хөвсгөл нуур, Khövsgöl nuur, escrit en mongol clàssic: Höbsügül nagur), també anomenat com Khövsgöl dalai (en mongol:Хөвсгөл далай, Oceà Khövsgöl) o Dalai Eej (en mongol:Далай ээж, mare de l'oceà) és el llac d'aigua dolça més gran de Mongòlia pel seu volum i en segon més gran del país per superfície.
Khövsgöl prové del túrquic i significa Llac d'aigües blaves i Nuur és la paraula mongola que vol dir llac.

## Geografia

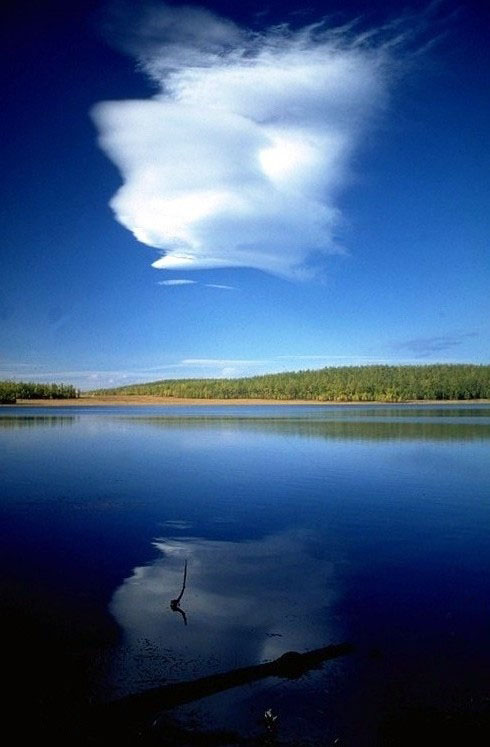
Llac Khövsgöl

El Khövsgöl nuur es troba al nord-oest de Mongòlia prop de la frontera amb Rússia al peu de les Muntanyes Sayan. Es troba a una altitud de 1.645 metres. Té el 70% de l'aigua dolça de Mongòlia i és el segon llac d'aigua dolça amb més volum d'aigua d'Àsia La població de Hatgal es troba a la punta sud del llac.
La seva conca de drenatge és relativament petita i només té afluents petits. El riu Egiin Gol, el connecta amb el riu Selengà i finalment arriba al Llac Baikal. Abans les aigües del riu Egiin Gol recorren una distància d'uns 1.000 km amb una diferència de cota de 1.169 m en només 200 km de distància. La seva localització al nord de Mongòlia fa de frontera sud a la taigà siberiana on l'arbre que domina és el làrix siberià.
Aquest llac està envoltat de diverses serralades de muntanyes. El cim més alt és el Bürenkhaan / Mönkh Saridag (3.492 m), just a la frontera amb Rússia. La superfície d'aquest llac es congela gairebé completament a l'hivern i el seu gel és tan dur que pot suportar el pas de camions i de fet s'hi disposaven rutes estacionalment però actualment això està prohibit per la contaminació que ocasionaven.

## Ecologia
Khövsgöl és un dels 17 “llacs antics” del món (els que tenen més de dos milions d'anys) i el més transparent (a part del Llac Vostok). La seva aigua és potable sense haver de fer cap tractament. L'Hovsgol és un llac ultraoligotròfica amb un baix nivell de nutrients i d'aigua molt clara. És pobre en espècies si es compara amb el Llac Baikal. Les espècies amb interès comercial inclouen la perca eurasiàtica (Perca fluviatilis), el lota (Lota lota), el lenok (Brachymystax lenok), i el peix endèmic Thymallus nigrescens.
La zona del llac és un Parc Nacional i la zona de transició entre l'estepa de l'Àsia central i la taigà siberina. Tradicionalment aquest llac és considerat pels mongols com a sagrat, en una terra que pateix condicions àrides i on la majoria dels llacs són salats.